# Mycalesis agraphis
Mycalesis agraphis är en fjärilsart som beskrevs av Karsch 1893. Mycalesis agraphis ingår i släktet Mycalesis och familjen praktfjärilar. Inga underarter finns listade i Catalogue of Life.